# UFC 91
UFC 91: Couture vs. Lesnar fue un evento de artes marciales mixtas celebrado por Ultimate Fighting Championship el 15 de noviembre de 2008 en el MGM Grand Garden Arena en Las Vegas, Nevada.

## Historia
El evento principal contó con un combate de peso pesado entre Randy Couture y Brock Lesnar por el Campeonato de Peso Pesado de UFC.
Matthew Riddle se vio obligado a retirarse de su pelea con Ryan Thomas debido a una lesión. Matt Brown fue su reemplazo.
Amir Sadollah se retiró de su pelea contra Nick Catone debido a una infección en la pierna. Finalmente el reemplazo para Sadollah no se pudo encontrar, por lo que el combate de peso medio se eliminó de la tarjeta. 
Se esperaba que el combate de peso wélter entre Dustin Hazelett y Tamdan McCrory, previamente programado para la tarjeta preliminar, se trasladó a la tarjeta principal.

## Resultados
1. ↑  Por el Campeonato de Peso Pesado de UFC.

## Premios extra
Cada peleador recibió un bono de $60,000.
- Pelea de la Noche: Jorge Gurgel vs. Aaron Riley
- KO de la Noche: Jeremy Stephens
- Sumisión de la Noche: Dustin Hazelett